# Janusz Żurakowski
Janusz Żurakowski herbu Sas (ur. 12 września 1914 w Ryżawce, zm. 9 lutego 2004 w Barry's Bay, Ontario, Kanada) – podpułkownik pilot Wojska Polskiego II RP, pilot doświadczalny, brat konstruktora lotniczego i pilota, mgr inż. Bronisława Żurakowskiego.

## Życiorys
Jan Żurakowski siadł za sterami samolotu w wieku piętnastu lat. W 1935 ukończył Szkołę Podchorążych Rezerwy Lotnictwa, a dwa lata później Szkołę Podchorążych Lotnictwa w Dęblinie (X promocja, 12 lokata). Po promocji przydzielony został do 161 eskadry myśliwskiej 6 pułku lotniczego we Lwowie. W marcu 1939 przeniesiony został do Ułęża, na stanowisko instruktora. Był honorowym członkiem Klubu Pilotów Doświadczalnych w Polsce, z legitymacją nr 2. Brał udział w kampanii wrześniowej 1939, następnie przedostał się do Wielkiej Brytanii i służył w RAF. Od 5 czerwca do 28 grudnia 1942 dowodził 316 dywizjonem myśliwskim Warszawskim. W 1943 awansowany na kapitana, przydzielono mu funkcję zastępcy dowódcy skrzydła w Northolt. Otrzymał wiele odznaczeń bojowych za udział w misjach na terenie Niemiec oraz w bitwie o Anglię, m.in. Virtuti Militari i Krzyż Walecznych (trzykrotnie).
Końcowy okres wojny spędził w Imperialnej Szkole Pilotów Doświadczalnych w Boscombe Down (Anglia). Był oblatywaczem większości typów myśliwców RAF-u oraz samolotów brytyjskiej i amerykańskiej marynarki wojennej. Znany z umiejętności wykonywania akrobacji powietrznych, opracował i wykonał nowe figury – Zurabatic Cartwheel i Falling Leaf, wcześniej w oczach fachowców uchodzące za niemożliwe do wykonania. Jego pokazy akrobacji w Farnborough przeszły do legendy. Pobił także rekord szybkości przelotu na trasie Londyn-Kopenhaga-Londyn. Oblatał blisko sto nowych konstrukcji lotniczych.
Wojnę zakończył mając na koncie 3 zwycięstwa pewne, 1 prawdopodobne oraz 1 samolot uszkodzony, co dało mu 75. miejsce na Liście Bajana.
Od 1952 mieszkał w Kanadzie. Pracował jako pilot doświadczalny w zakładach Avro Canada, był pierwszym pilotem testującym pierwszy kanadyjski myśliwiec przechwytujący CF-100 Canuck, uchodzący za jeden z najnowocześniejszych w latach 50., na którym jako pierwszy lotnik w Kanadzie pokonał barierę prędkości dźwięku oraz osiągnął prędkość 1000 mil na godzinę.
W marcu 1958 rozpoczął testowanie myśliwca przechwytującego CF-105 Arrow. W zgodnej opinii fachowców był to najlepszy ponaddźwiękowy samolot myśliwski tego czasu, wyposażony w najnowocześniejszą aparaturę nawigacyjną i łącznościową oraz elektroniczne kierowanie ogniem.
W lutym 1959 zapadła polityczno-ekonomiczna decyzja premiera Diefenbakera o wstrzymaniu programu budowy CF-105 Arrow. 13 tysięcy pracowników Avro i Orenda Engines zostało zwolnionych z pracy. Zniszczono dziesiątki tysięcy rysunków konstrukcyjnych i planów samolotu. Samolot, który miał szanse zmienić stan wyposażenia lotnictwa myśliwskiego państw NATO w okresie zimnej wojny – przestał istnieć, a Żurakowski odszedł od pracy w lotnictwie, prowadził popularny wśród Polonii ośrodek wypoczynkowy Kartuzy Lodge w Barry's Bay.

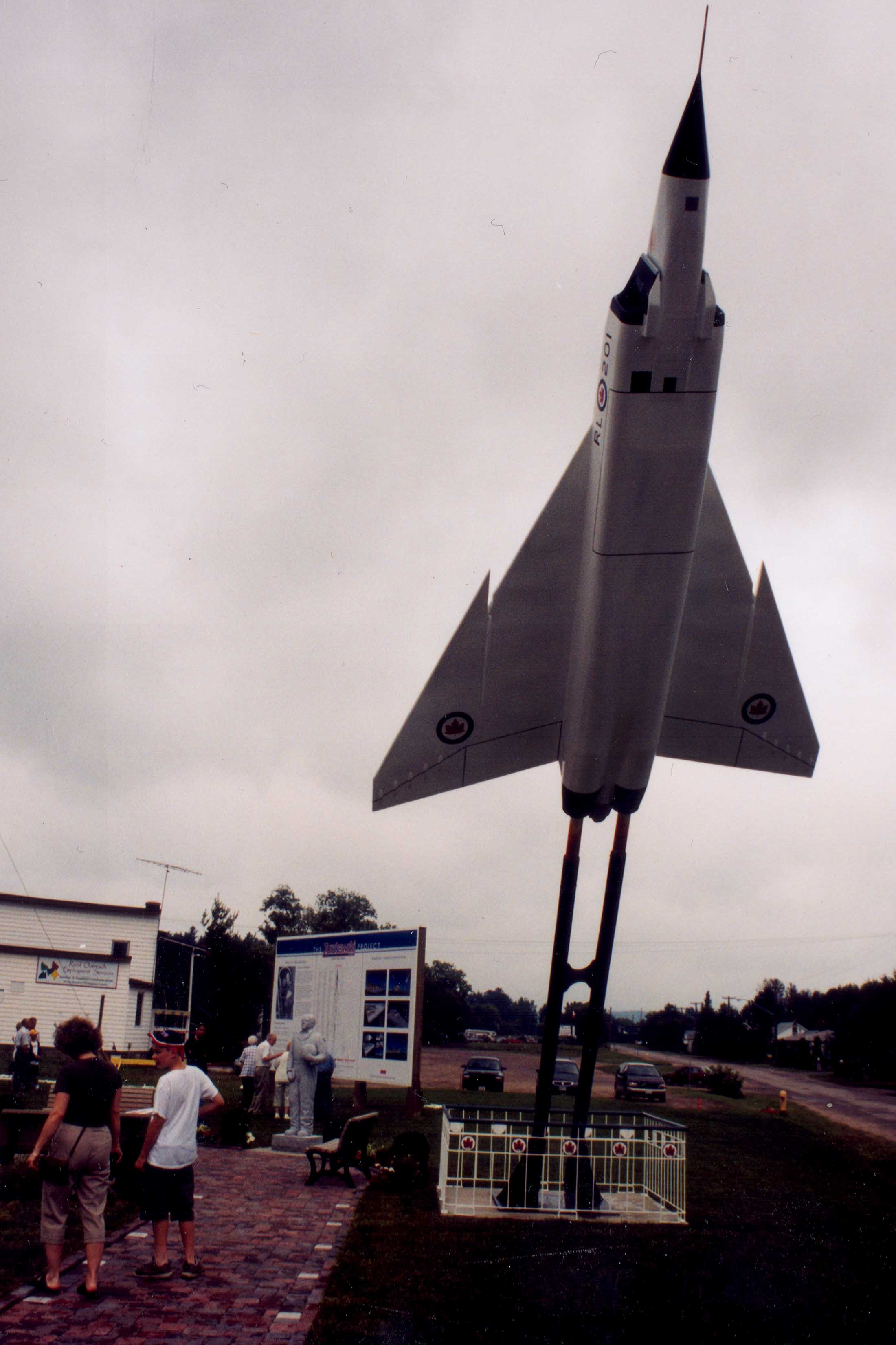
Model samolotu CF-105 Arrow w parku im. Żurakowskiego w Barry’s Bay (Ontario)

## Ordery i odznaczenia
- Krzyż Srebrny Orderu Wojennego Virtuti Militari nr 8488 – 1943[1]
- Krzyż Komandorski Orderu Zasługi RP – 22 listopada 1999[2][1]
- Krzyż Walecznych – trzykrotnie
- Medal Lotniczy

## Wyróżnienia
- Wyróżniony m.in. członkostwem honorowym Międzynarodowego Stowarzyszenia Pilotów Doświadczalnych w Los Angeles, które umieściło jego imię na liście najwybitniejszych lotników wszech czasów.
- Wyróżniony tytułem „Pioniera lotnictwa kanadyjskiego” i członkostwem lotniczego „Hall of Fame” w Kanadzie. Za zasługi otrzymał niezwykle cenny puchar McKee Trophy.
- Odznaczony Honorową Odznaką Nr 2[3] Klubu Pilotów Doświadczalnych w Polsce.
- Miasto Edmonton nadało mu swoje odznaczenie Order Lotu.
- Jego imieniem nazwano jeden z budynków lotniczego ośrodka doświadczalnego w Albercie.
- Miasto Barry’s Bay otworzyło park im. Żurakowskiego wraz z jego pomnikiem i modelem samolotu CF-105 Arrow.
- W 1996 wydano srebrną monetę o nominale 20 dolarów kanadyjskich z jego wizerunkiem.
- Wiele drużyn harcerskich nosi imię Żurakowskiego.
- Dnia 15 kwietnia 2010 Rada Miejska w Kartuzach podjęła uchwałę o nadaniu Miejskiej i Powiatowej Bibliotece Publicznej w Kartuzach imienia Janusza Żurakowskiego[4].
- Więcej informacji i fotografii o Januszu Żurakowskim, Jego osiągnięciach lotniczych i życiu w Kanadzie...